# Saint-Thomas de Balaguer
Saint-Thomas de Balaguer est un hameau faisant partie de la commune de Fontpédrouse, dans la région naturelle du Conflent dans le département des Pyrénées-Orientales, depuis 1822.

## Historique
Une église Saint-Thomas de Balaguer est mentionnée au moyen âge dans les environs du hameau actuel, dès 871 puis par plusieurs bulles pontificales jusqu'en 1011. Il s'agit d'une cel.la créée par les moines du monastère Saint-André d'Eixalada. Elle est aujourd'hui disparue.
Entre 1793 et 1822, il a fait partie de la commune de Prats-Saint-Thomas conjointement avec le village voisin de Prats Balaguer, qui en était le chef-lieu.

## Situation
Il est situé dans la zone nord-ouest de la commune de Fontpédrouse, sur la rive droite de la Têt et de la Riberola, à la confluence de ces deux cours d'eau.

## Urbanisme et lieux d'intérêt
Près du hameau, au sud se trouve l'établissement thermal des bains de Saint-Thomas et le village de Prats Balaguer.
C'est un petit village, organisé pratiquement autour d'une seule rue, avec une paire de rues transversales. Dans le village se trouve la chapelle de Notre-Dame de la Santé.